# Anschlagsdynamik
Anschlagsdynamik (auch Anschlagdynamik) ist die Eigenschaft von Tasteninstrumenten, auf unterschiedlich kräftigen Anschlag einer Taste mit unterschiedlicher Lautstärke des erzeugten Tons zu reagieren und somit eine variable Dynamik zuzulassen. Dabei wird der Ton nicht nur lauter bzw. leiser, sondern er ändert auch seinen Klang.

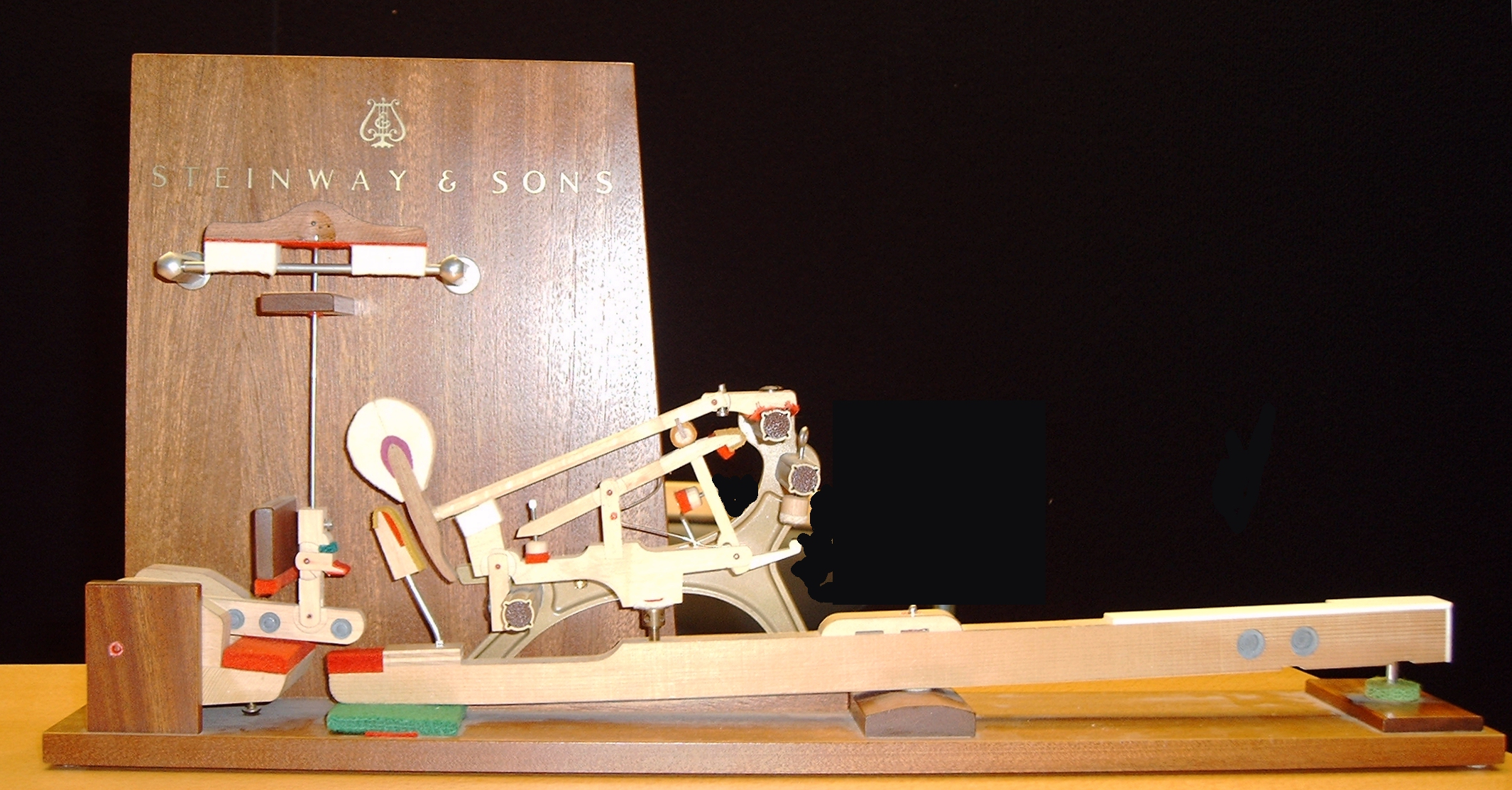
Modell der Klaviermechanik eines Steinway-Flügels

Viele Tasteninstrumente haben keine anschlagsdynamischen Tasten, etwa die Orgel, das Akkordeon oder (mit Einschränkungen) das Cembalo. Bei diesen Instrumenten regulieren andere Maßnahmen die Lautstärke, bei der Orgel z. B. das Ziehen von Registern, beim Akkordeon die Intensität von Druck oder Zug des Balgs. Der Spieler hat dabei nicht die Möglichkeit, jeden einzelnen Ton in seinem Lautstärkepegel zu beeinflussen. Die neue Möglichkeit der differenzierten Dynamik war die Grundlage für den Siegeszug des Hammerklaviers im 18. Jahrhundert und der Grund, es als „Pianoforte“ zu bezeichnen. Das Klavier bot erstmals bei Tasteninstrumenten die Möglichkeit, jeden einzelnen Ton in einem stetigen Spektrum zwischen leise (piano) und laut (forte) erklingen zu lassen.
Bei Keyboards elektronischer Musikinstrumente wird die Stärke des Anschlags oft (als Geschwindigkeit der Tastenbewegung) elektronisch gemessen und darüber werden verschiedene Parameter der Klangerzeugung gesteuert.
E-Pianos haben daneben gewichtete Tasten, die die Spielschwere einer Klaviermechanik simulieren. Beim Klavier werden sowohl die Anschlagsdynamik als auch die Spielschwere durch dessen Mechanik ermöglicht.
Im MIDI-Protokoll wird die Anschlagsstärke durch die Anschlaggeschwindigkeit zusammen mit jedem NoteOn-Befehl (Note) über den Wert „Velocity“ übertragen.